# Faizi
Abū al-Fayz̤ ibn Mubārak Fayz̤ī (in persiano فيض الله بن المبارك فيضى الهندي،‎; Agra, 24 settembre 1547 – Lahore, 15 ottobre 1595) è stato un poeta indiano di lingua persiana, al servizio della corte Moghul.

## Biografia
Faizi nacque in una famiglia di origine yemenita che si era stabilita nel Sindh nel XV secolo. Suo padre era Shaikh Mobārak, un erudito nato a Nagaur, nel Rajasthan, dalle ampie vedute sul piano religioso, per le quali si era inimicato il clero islamico ortodosso.
Nel 1567 Faizi entrò a corte dei Moghul per intercessione di Mirza Aziz Koka, fratello adottivo del sovrano Akbar. Qui Faizi fece da insegnante ai tre figli dell'imperatore e divenne fedele confidente di quest'ultimo. Grazie alla sua influenza riuscì a introdurre a corte diversi intellettuali come 'Orfi Shirazi e ʽAbd al-Qadir Badayuni. Interessato al misticismo e al culto dei santi del sufismo, scrisse due poesie in onore del mistico Baba Farid. Si suppone che abbia scritto 101 opere, di cui solo alcune sarebbero sopravvissute e che includerebbero poesie, un trattato in lingua araba sull'etica (Mawāred al-kalam), un'esegesi in persiano sul Corano (Ṣawāṭeʿ al-elhām) e una traduzione dal sanscrito al persiano di un trattato sull'aritmetica e sulla geometria (Nosḵa-ye Līlāvatī) su richiesta di Akbar. Il nipote Nur-al-Din Moḥammad ʿAbd-Allāh Shīrāzī pubblicò postume le sue lettere nella raccolta Laṭīfa-ye Fayyāżī.
Le poesie di Faizi spaziano tutti i generi tradizionali della lirica persiana, in particolare qaṣīda e ghazal. I primi riguardano argomenti didattici, biografici e panegirici, sono spesso lunghi e talvolta pedanti, con molto vocabolario arabo e possono essere di difficile lettura. I secondi invece sono raffinati e scritti in modo chiaro, e il loro contenuto varia dalla semplice espressione di sentimenti a concetti filosofici più complessi.
Faizi scrisse anche due masnavi: il primo è Markaz-e adwār ed è incentrato su idee morali e mistiche, mentre il Nal o Daman è basato su un episodio del Mahābhārata. Similmente al Khamsa di Nizami, i masnavi sarebbero dovuti essere cinque, ma i restanti tre restarono incompleti per via della morte di Faizi. 